# Vouzan

Vouzan este o comună în departamentul Charente, Franța. În 1 ianuarie 2022 avea o populație de 822 de locuitori.